# سایوز تی‌ام‌ای-۱۷ام
سایوز-تی‌ام‌ای-۱۷ام (به روسی: Союз )(به معنای اتحاد) یک مأموریت سرنشین دار سازمان ملی فضانوردی روسیه به سمت ایستگاه فضایی بین‌المللی محسوب می‌شود.

فضاپیمای این مأموریت در حین بازگشت به زمین در یک اقدام کم‌سابقه شب‌هنگام به زمین رسید. همچنین فضاپیمای این مأموریت وظیفه ارسال و بازگرداندن تعدادی از فضانوردان گروه اعزامی ۴۴ و گروه اعزامی ۴۵ را نیز بر عهده داشت.

## خدمه مأموریت
| نام              | ملیت                | تعداد پرواز | نقش عملیاتی | تصویر |
| اولگ کونوننکو    | روسیه               | ۳           | فرمانده     |       |
| کیمیا توی        | ژاپن                | ۱           | مهندس پرواز |       |
| کیجل ان. لیندگرن | ایالات متحده آمریکا | ۱           | مهندس پرواز |       |

## نگارخانه

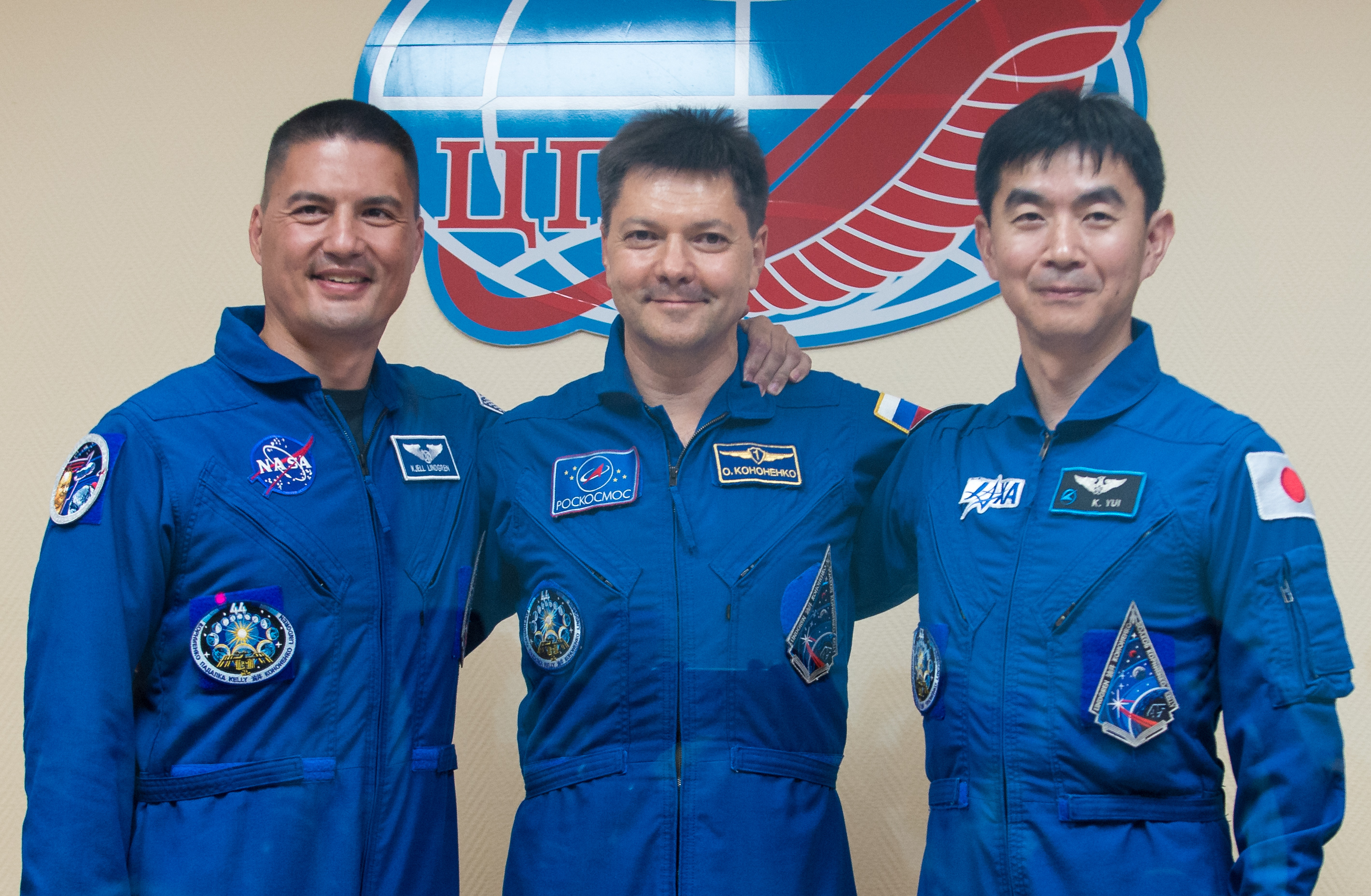
فضانوردان اصلی تی‌ام‌ای-۱۷ام
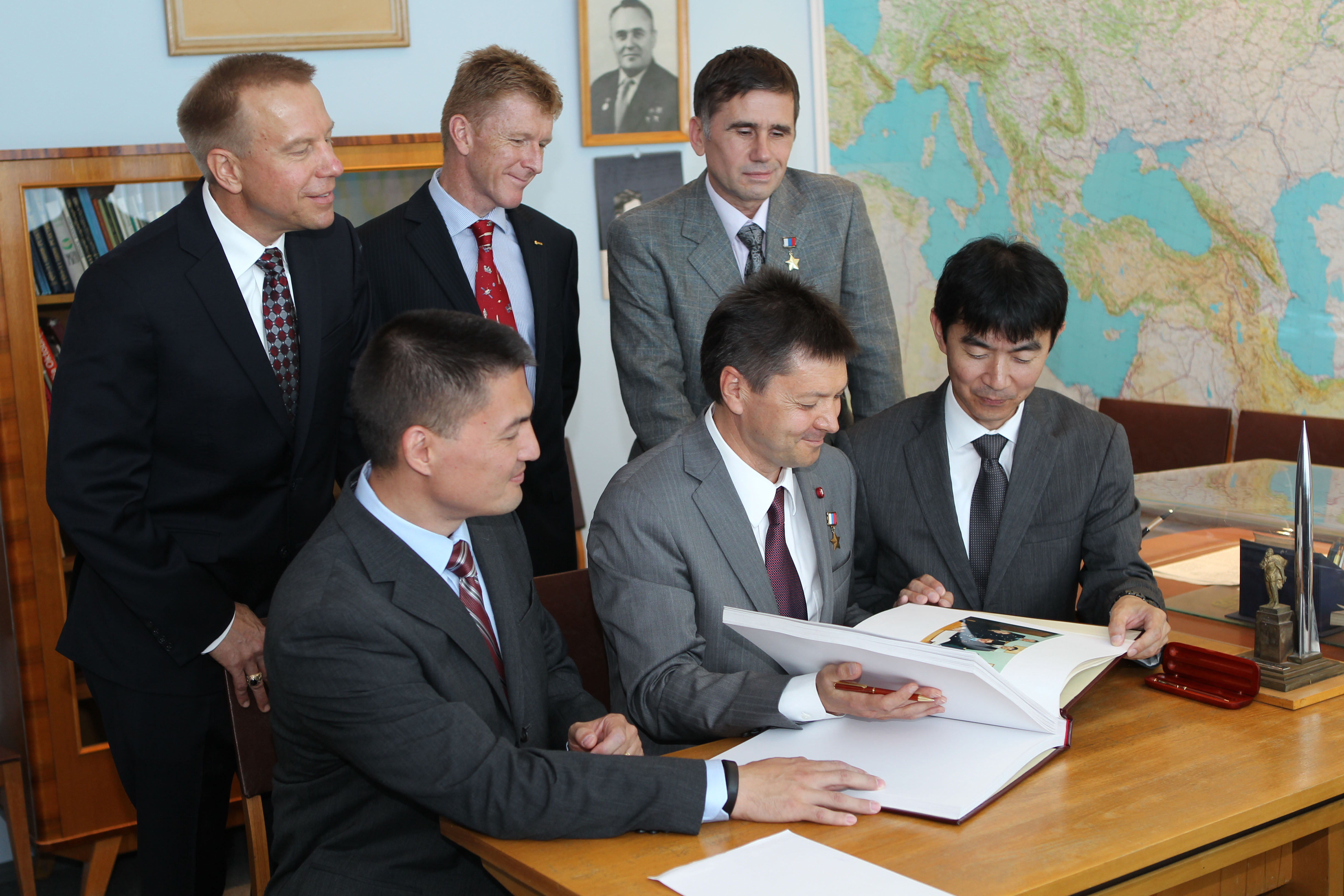
فضانوردان اصلی و پشتیبان تی‌ام‌ای-۱۷ام
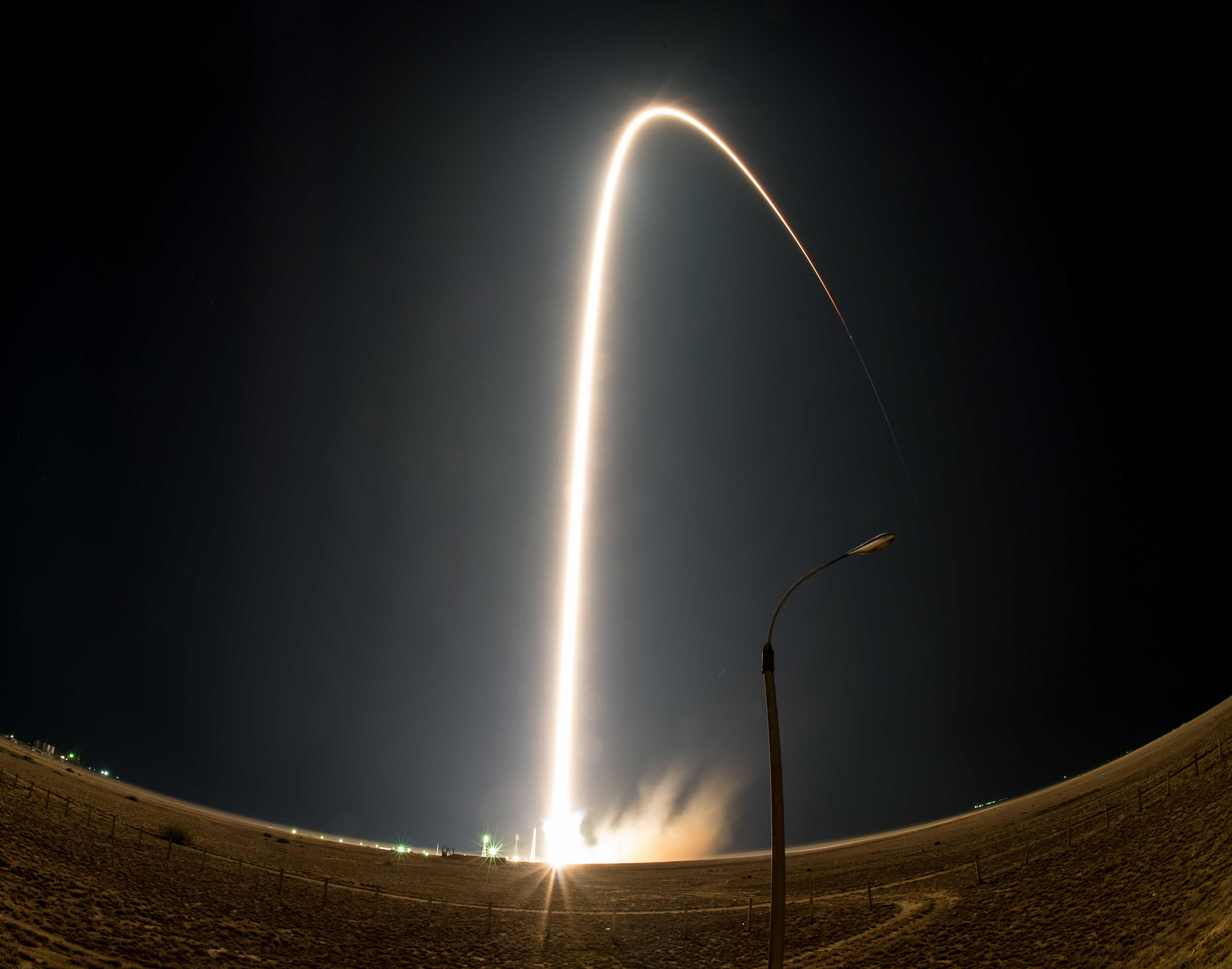
پرتاب تی‌ام‌ای-۱۷ام
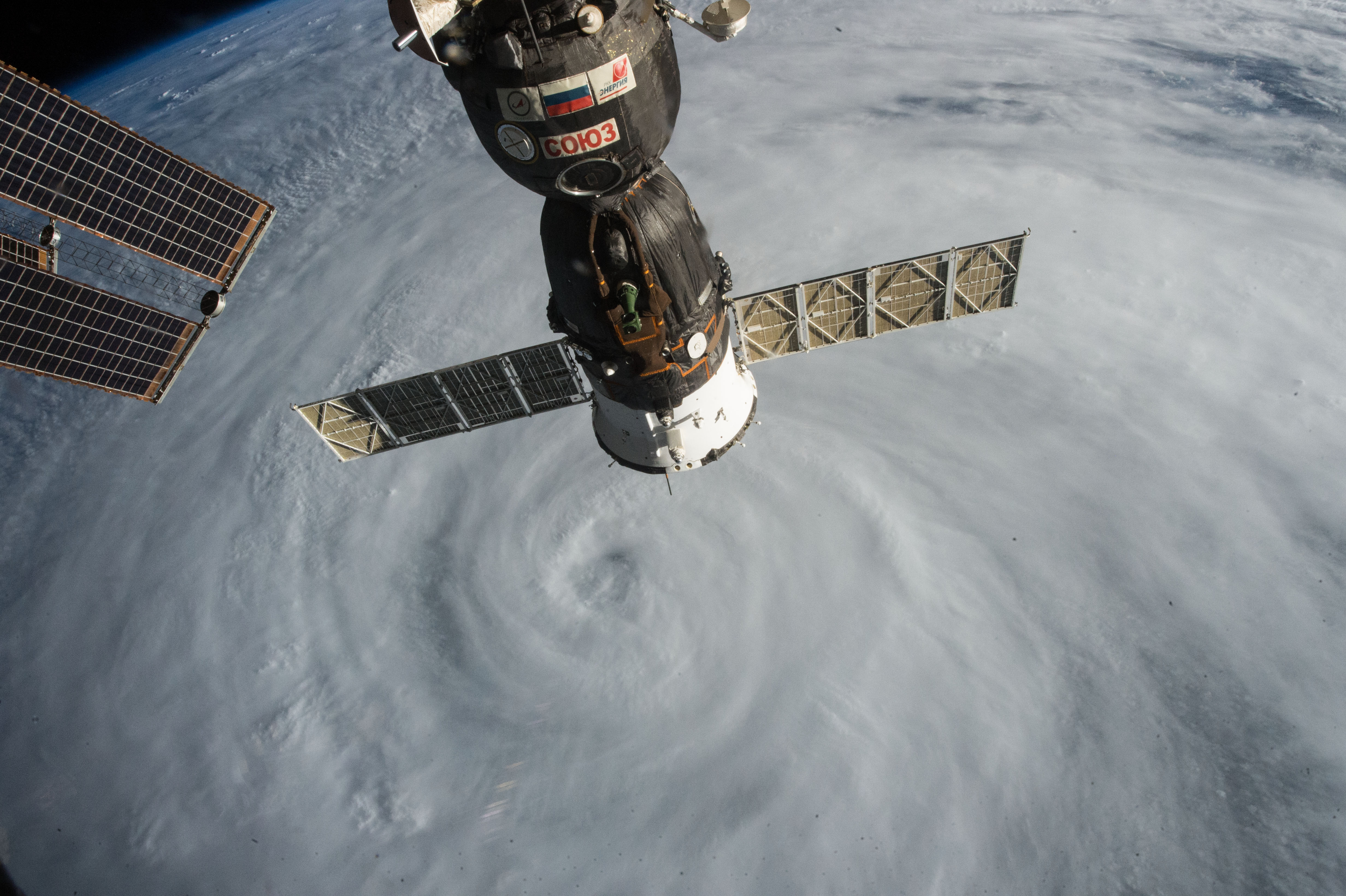
تی‌ام‌ای-۱۷ام متصل به ایستگاه
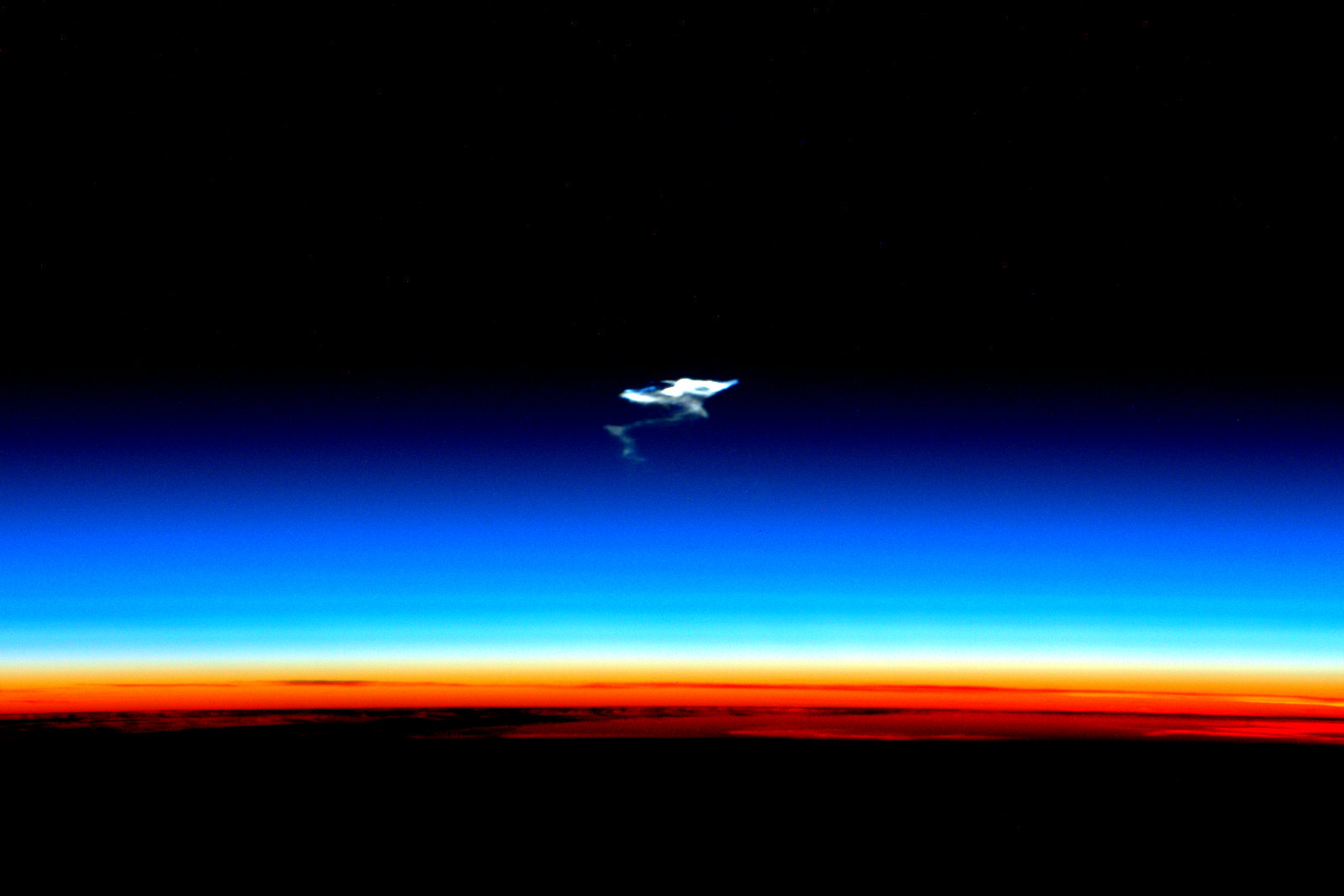
تی‌ام‌ای-۱۷ام در راه بازگشت به زمین
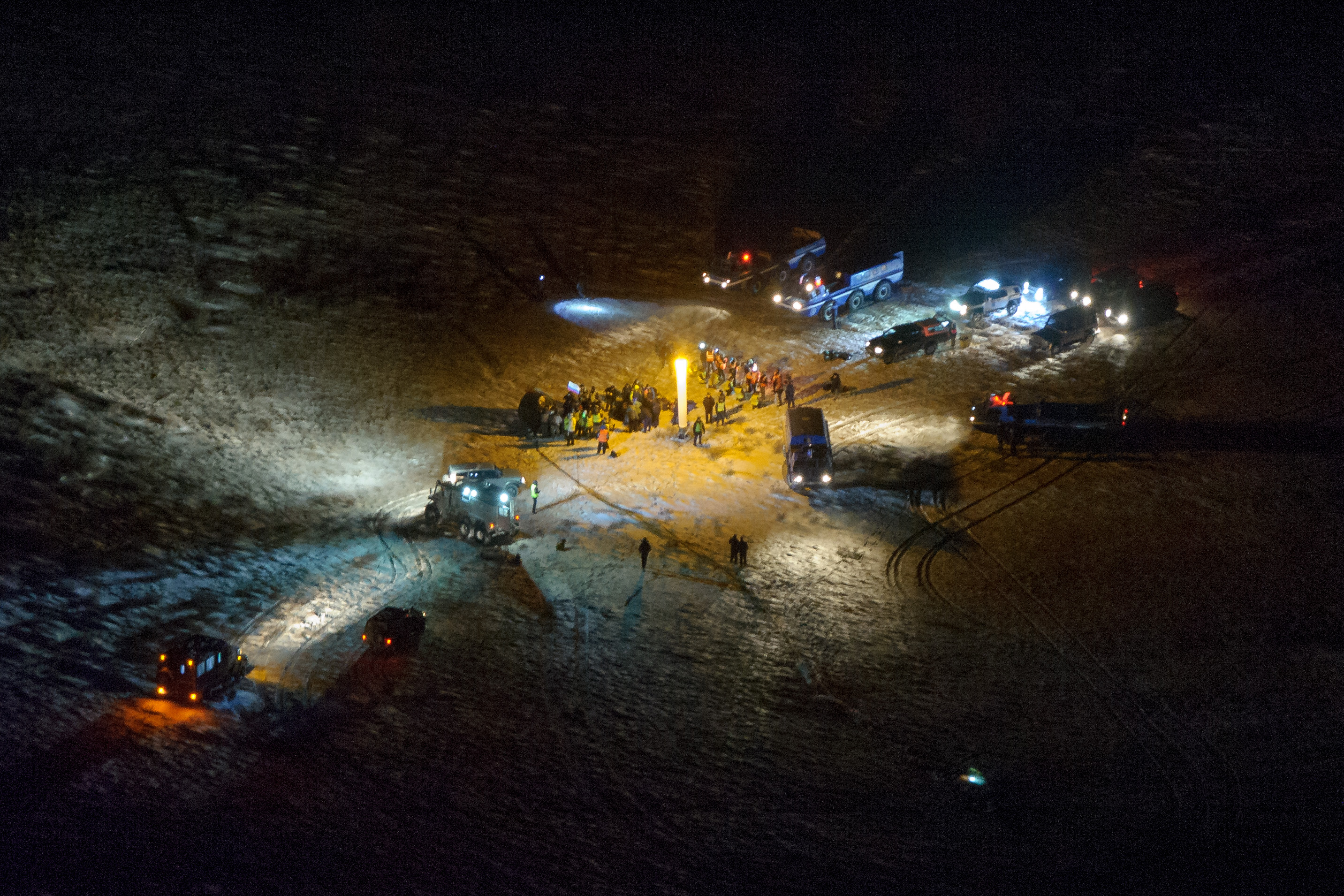
تی‌ام‌ای-۱۷ام و گروه اعزامی ۴۵ پس از فرود شبانه